# Fejervarya rufescens
Fejervarya rufescens är en groddjursart som först beskrevs av Jerdon 1854.  Fejervarya rufescens ingår i släktet Fejervarya och familjen Dicroglossidae. IUCN kategoriserar arten globalt som livskraftig. Inga underarter finns listade i Catalogue of Life.